# Girolamo Chiti
Girolamo Chiti   (Siena, 19 de gener de 1679 - Roma, 4 de setembre de 1759) fou un compositor italià del Barroc.
Després de la seva formació teològica i musical amb els jesuïtes, Girolamo Chiti es va convertir en organista a Marienkirche, a Provença. Cap a 1713, es va instal·lar a Roma i es va guanyar la vida com a músic de copies de seguretat i compositor per a obres encarregades. En 1726 Chiti va ser cridat al Laterà, on va ser nomenat Kapellmeister de la Basílica Patriarcal de Sant Joan del Laterà. A través dels seus contactes amb la família Corsini, Chiti també es va fer càrrec a la Capella Corsini una mica més tard també a l'oficina de Kapellmeister.
Chiti va escriure 1703-1748 una sèrie d'escrits de teoria musical i està al costat de G. O. Pitoni i G. B. Martini amb una beca de música líder del seu temps. Al llarg de la seva vida va treballar en l'observació i la còpia de les puntuacions d'edat. El 1750 va lliurar tota la seva col·lecció al cardenal Neri Maria Corsini. Es forma com a "Fons Chiti" en la fundació de la "Biblioteca Corsini".
Com Kapellmeister de Sant Joan del Laterà, Chiti havia seguit presentant noves composicions per a la música de l'església. Va usar tant la frase estricta durchimitierten com la homofònica.
Sovint va afegir instruments d'acompanyament a les veus, que no només serveixen per enfortir la veu, sinó que també es duen a terme de forma independent. Per als tipus de forma més grans, com ara les fires, un petit conjunt instrumental es fa càrrec de l'acompanyament. Una curiositat és el Te Deum amb Böllerschüssen.